# Николаев, Лев Николаевич
Лев Никола́евич Никола́ев (16 ноября 1937, Славянск-на-Кубани — 21 мая 2011, Москва) — советский и российский учёный-физик и лимнолог, популяризатор науки, журналист, телеведущий, публицист, культуролог. Также был известен как оператор, автор сценариев и режиссёр документальных и научно-популярных фильмов. Заслуженный работник культуры Российской Федерации (1994).

## Биография
Родился 16 ноября 1937 года в городе Славянск-на-Кубани. В 1954 году окончил среднюю школу и художественное училище города Краснодара. В 1960 году окончил физический факультет МГУ, в 1965 году аспирантуру. Занимался изучением озёр, работал в Лимнологическом институте Сибирского отделения АН СССР. В конце 1950-х — начале 1960-х годов работал сценаристом, оператором, режиссёром документального кино. Изучал киномонтаж на Мосфильме в группе Эльдара Рязанова. После окончания аспирантуры оставляет науку и посвящает себя кинодокументалистике.
С 1973 года работал на телевидении. Был редактором программ «Очевидное — невероятное», «Институт человека», затем руководителем и ведущим программ «Под знаком Пи», «Избранное», «Цивилизация».
С 1984 года вёл преподавательскую деятельность на высших курсах сценаристов и режиссёров Госкино. С 1990 года — художественный и научный руководитель, с 2001 года — президент ТРК «Цивилизация». С 1995 года — художественный руководитель независимой Ассоциации научно-популярного и просветительского телевидения (АСС-ТВ). С 1995 года — советник Генерального директора Общественного российского телевидения по научно-популярному вещанию, являлся художественным руководителем Ассоциации научно-популярного и просветительского телевидения.
Автор сценариев более ста документальных и научно-популярных фильмов, свыше десятка из которых были награждены призами советских, российских и международных кинофестивалей. Программа «Под знаком Пи» получала призы на фестивалях в Бристоле, Париже. Ряд фильмов, сделанных для программы «Очевидное — невероятное» и «Избранное», удостоены премий фестивалей в Токио, Париже, Монреале, Венеции и других. Выпустил две мастерские драматургов на Высших курсах сценаристов и режиссёров. Один из создателей первых телемостов СССР — США. Ведущий программы «Гении и злодеи», вещатель — ОАО «Первый канал». Автор научно-популярных книг.
В 1984—1989 годах руководил мастерскими кинодраматургов документального фильма на Высших курсах сценаристов и режиссёров
В 1986 году сразу после аварии на Чернобыльской АЭС отправился в опасную зону на съёмки документального фильма «Предупреждение», в результате чего подорвал здоровье.
В ночь с 20 на 21 мая 2011 года, после продолжительной болезни, скончался на 74-м году жизни.

Могила на Кунцевском кладбище

Похоронен в Москве на Кунцевском кладбище (участок № 8).
Был женат, имел двух дочерей.
В 2011 году телекомпанией «Цивилизация» была учреждена Золотая медаль имени Льва Николаева. Награда присуждается выдающимся деятелям современности за существенный вклад в просвещение, популяризацию достижений науки и культуры.

## Фильмография
Избранная. Всего свыше 120 фильмов
- «Вечера, месяцы, годы»
- «Страницы ледовой жизни»
- «Сибирью плененные»
- «Крестьяне» — снят совместно с Юрием Черниченко, получил премию «Золотой голубь» в Лейпциге.
- «Объять необъятное»
- «Живая Вселенная»
- «Тайна»
- «Любовь Орлова» (1983)[11]
- «Михайло Ломоносов»
- «Научные приключения» — цикл телевизионных фильмов
- «Предупреждение» — фильм о Чернобыльской аварии, 1987
- «Голубое око Сибири» (совместно с Англией и США)
- «Наследие Посейдона» (совместно с Грецией)
- «Тайны забытых побед» (2002—2004) — цикл фильмов о Российской авиации[12]
- «Шекспиру и не снилось» (2005) (ТВ-сериал)[13]
- «Братство бомбы» — документальный сериал об истории создания ядерного оружия
- «Секретные проекты» (2005) — документальный цикл о секретных разработках.
  - Золото Коминтерна.
  - Ракетный Миф.
  - Космические Страсти по Алмазу.
  - Асимметричный Ответ.
  - Мобильный для Лубянки.
  - Подземный Крейсер.
  - Бомба-Невидимка.
- «Назовите меня Пикассо» (2006)[14][15]
- «Мир, который придумал Бор» (2006) — фильм о Нильсе Боре.
- «Тринадцать плюс» — документальный сериал о россиянах—лауреатах Нобелевской премии
- «Код жизни» — документальный цикл о генетике
- «Гении и злодеи» — документальный цикл, анализ психологии великих людей прошлого
- «Империя Королёва» (2007) — документальный сериал (12 серий) о Сергее Королёве.
- «Загадки жизни. Парадоксы познания» (2009) — фильм об идеях Ивана Фролова в контексте его жизни и науки.
- «Восьмой День Творения или Русский Космизм» (2009) — трёхсерийный фильм о русском космизме.
- «Генералы в штатском» (2010—2011) — цикл документальных фильмов о советских ученых, изобретателях, организаторах и руководителях 1930—1960-х годов.
- «Двенадцать шагов за горизонт» (2010) — документальный сериал о взаимосвязи литературных предсказаний и научного прогресса.[16]
- «Живая Вселенная» (май 2011) — документальный цикл об астрономии и внеземных явлениях.[17][18][19][20]

## Награды и регалии
- 1980 — Лауреат Государственной премии СССР совместно с Сергеем Петровичем Капицей за программу «Очевидное — невероятное»[21]
- 1986 — Государственная премия СССР за цикл документальных фильмов
- 1992 — член-корреспондент Российской академии естественных наук по отделению «Российская энциклопедия»
- 1994 — заслуженный работник культуры Российской Федерации
- 1996 — член Всемирного конгресса производителей научных программ
- 1998 — член Российской академии телевидения, член Правления Академии Российского телевидения
- 1998 — член Совета по неигровому кино Союза кинематографистов России
- 2004 — премия ТЭФИ в номинации «Сценарист телевизионной программы» за «Детский сад папы Иоффе» из цикла «Гении и Злодеи»[22]
- 2005 — премия ТЭФИ, специальный приз «За личный вклад в развитие российского телевидения»[23]
- 2007 — Орден Почёта за многолетнюю плодотворную работу в области телерадиовещания[24][25].
- Член Международной академии телевидения и радио
- Председатель Гильдии создателей программ для детей, просветительских и образовательных программ
- Член Союза журналистов
- Член Союза кинематографистов
- Член киноакадемии «Ника»
- Член международного клуба «Панатлон» (it:Panathlon)
- Вице-президент Советской ассоциации содействия Римскому клубу